# Irek Muchamedov
Irek Džavdatovič Muchamedov (in russo Ирек Джавдатович Мухамедов?; in tartaro: Ирек Җәүдәт улы Мөхәммәтев; Kazan', 8 marzo 1960) è un ballerino sovietico naturalizzato britannico. È stato primo ballerino sia del Balletto Bol'šoj che del Royal Ballet e nel 1996 ha vinto il Prix Benois de la Danse.

## Biografia
Nato a Kazan' in una famiglia di origini tartare, Irek Muchamedov si è formato all'Accademia statale di coreografia di Mosca tra il 1970 e i 1978. Subito dopo il diploma è stato scritturato dalla Classical Ballet Company, con cui è stato impegnato in una lunga tournée mondiale durata tre anni, durante i quali ha danzato alcuni dei ruoli che avrebbero segnato la sua carriera, tra cui Romeo in Romeo e Giulietta. Nel 1981, dopo aver vinto il Grand Prix e la medaglia d'oro all'International Ballet Competition di Mosca, è stato invitato a unirsi al Balletto Bol'šoji in veste di primo ballerino. Nei suoi nove anni al Bol'šoj, Muchamedov si è affermato non solo come il pupillo di Jurij Grigorovič, ma anche come il più giovane interprete del ruolo eponimo in Spartak. Durante gli anni ottanta ha danzato tutti i maggiori ruoli maschili della compagnia, tra cui Tebaldo e Romeo in Romeo e Giulietta, Boris ne L'età dell'oro, Basilio in Don Chisciotte, Conrad ne Le Corsaire, Colin ne La fille mal gardée, Jean de Brienne in Rajmonda e Petruška nel balletto omonimo.
Dopo la defezione dall'Unione Sovietica, avvenuta nel 1990, Muchamedov si è unito al Royal Ballet di Londra, affermandosi come uno dei più acclamati danseurs nobles della compagnia. Al Covent Garden Muchamedov ha danzato un vasto repertorio che comprendeva tutti ruoli maschili principali del repertorio , tra cui Solor ne La Bayadère, il Principe ne Lo schiaccianoci, Des Grieux e Lescaut ne L'Historie de Manon e Jean in Rajmonda. Nel 1992 ha fatto un acclamato debutto nel ruolo di Romeo nell'allestimento di Kenneth MacMillan del balletto di Prokof'ev, ottenendo un altro straordinario successo quattro anni più tardi quando ha danzato il ruolo del principe ereditario Rudolf in Mayerling, sempre coreografato da MacMillan. Molto acclamato è stato anche il suo proficuo sodalizio artistico con la prima ballerina Viviana Durante, spesso sua partner sulle scene.
Oltre ad aver danzato a Mosca e alla Royal Opera House, Muchamedov ha danzato come étoile ospite con compagnie prestigiose e teatri importanti, apparendo, tra gli altri, come Basilio nel Don Chisciotte della Koninklijk Ballet Vlaanderen (1988), come Principe della Bella addormentata all'Balletto dell'Opéra di Parigi (1989), come Veršin in Winter Dreams alla Metropolitan Opera House (1991) e in una serata di gala al Teatro alla Scala (1992), danzando un pas de deux da L'histoire de Manon con Alessandra Ferri. Nel 1996 ha vinto il Prix Benois de la danse e nel corso della sua carriera ha ricevuto due candidature al Laurence Olivier Award per l'eccellenza nella danza. Si è ritirato ufficialmente dalle scene nel 2004, ma da allora è tornato a danzare sporadicamente; nel 2023, ad esempio, è tornato a danzare all'Opéra di Parigi in occasione della prima francese di The Dante Project di Wayne McGregor nel ruolo di Virgilio. Dal 2006 al 2007 fu co-direttore artistico del Balletto dell'Opera Nazionale Greca ad Atene insieme a Lynn Seymour.